# Toxolasma parvum
Toxolasma parvum е вид мида от семейство Unionidae. Видът не е застрашен от изчезване.

## Разпространение и местообитание
Разпространен е в Канада (Манитоба и Онтарио) и САЩ (Айова, Алабама, Арканзас, Джорджия, Западна Вирджиния, Илинойс, Индиана, Канзас, Кентъки, Луизиана, Минесота, Мисисипи, Мисури, Мичиган, Небраска, Ню Йорк, Ню Мексико, Оклахома, Охайо, Пенсилвания, Тексас, Тенеси, Уисконсин, Флорида и Южна Дакота).
Обитава пясъчните дъна на сладководни басейни, заливи, реки и потоци.